# Coingt
Pour les articles ayant des titres homophones, voir Coings, Coing et Coin.
Coingt est une commune française située dans le département de l'Aisne en région Hauts-de-France.

## Géographie
- 1Carte dynamique
- 2Carte OpenStreetMap
- 3Carte topographique

### Hydrographie
La commune est située dans le bassin Seine-Normandie. Elle est drainée par le Huteau, le ruisseau de Coingt, le cours d'eau 04 de la commune de Coingt, le cours d'eau 04 de la commune de Saint-Clément et le fossé 01 de la Rue des Lamberts,,.
Le Huteau, d'une longueur de 14 km, prend sa source dans la commune  et se jette  dans la rivière Brune en limite de Hary et de Thenailles, après avoir traversé six communes.

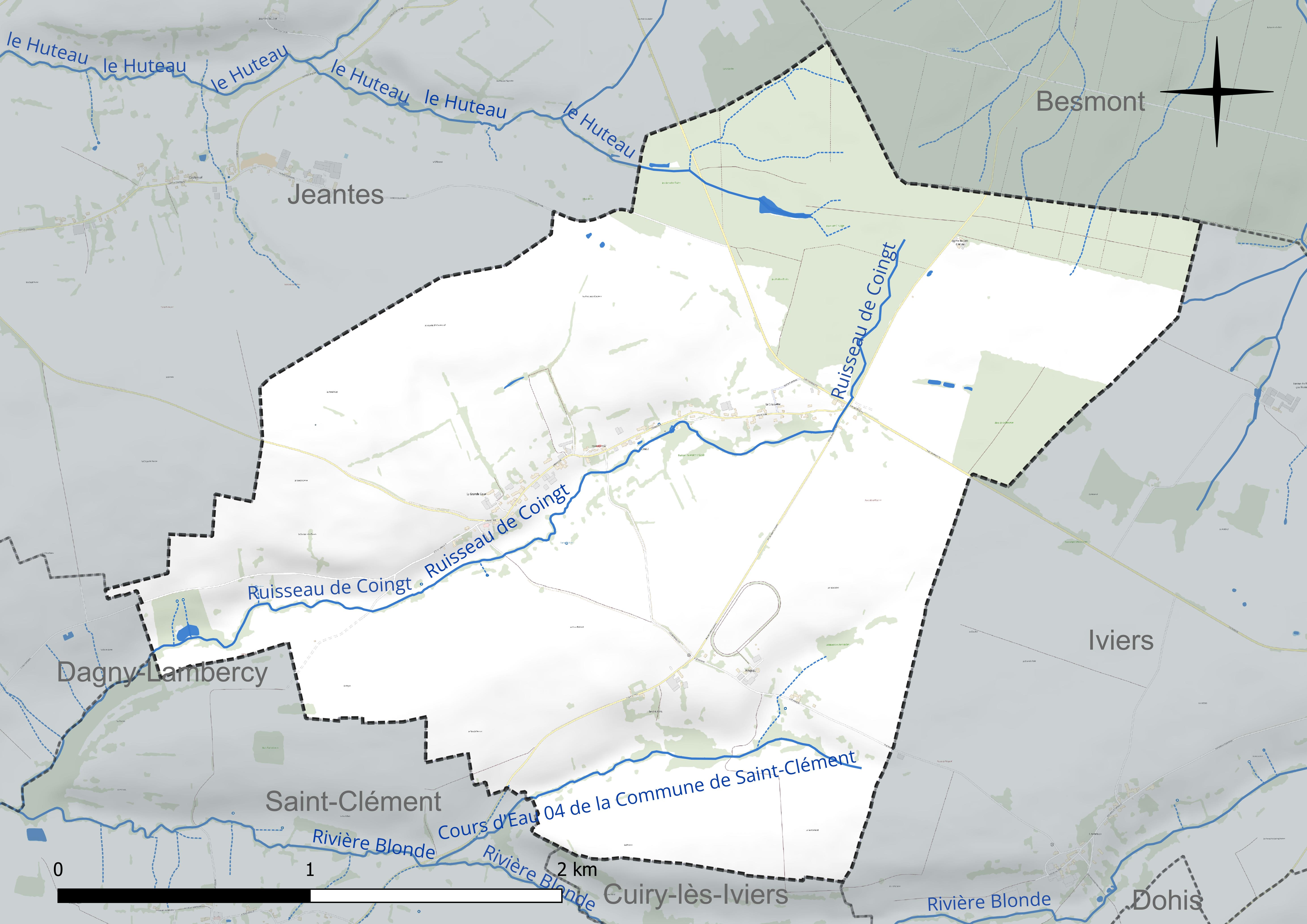
Réseau hydrographique de Coingt.

### Climat
Pour des articles plus généraux, voir Climat des Hauts-de-France et Climat de l'Aisne.
En 2010, le climat de la commune est de type climat des marges montargnardes, selon une étude du CNRS s'appuyant sur une série de données couvrant la période 1971-2000. En 2020, Météo-France publie une typologie des climats de la France métropolitaine dans laquelle la commune est exposée à un climat océanique altéré et est dans la région climatique Nord-est du bassin Parisien, caractérisée par un ensoleillement médiocre, une pluviométrie moyenne régulièrement répartie au cours de l'année et un hiver froid (3 °C).
Pour la période 1971-2000, la température annuelle moyenne est de 9,7 °C, avec une amplitude thermique annuelle de 15,2 °C. Le cumul annuel moyen de précipitations est de 939 mm, avec 13,6 jours de précipitations en janvier et 10 jours en juillet. Pour la période 1991-2020, la température moyenne annuelle observée sur la station météorologique la plus proche, située sur la commune de Fontaine-lès-Vervins à 15 km à vol d'oiseau, est de 10,5 °C et le cumul annuel moyen de précipitations est de 826,3 mm,. Pour l'avenir, les paramètres climatiques de la commune estimés pour 2050 selon différents scénarios d'émission de gaz à effet de serre sont consultables sur un site dédié publié par Météo-France en novembre 2022.

## Urbanisme

### Typologie
Au 1er janvier 2024, Coingt est catégorisée commune rurale à habitat très dispersé, selon la nouvelle grille communale de densité à 7 niveaux définie par l'Insee en 2022.
Elle est située hors unité urbaine. Par ailleurs la commune fait partie de l'aire d'attraction d'Hirson, dont elle est une commune de la couronne,. Cette aire, qui regroupe 26 communes, est catégorisée dans les aires de moins de 50 000 habitants,.

### Occupation des sols
L'occupation des sols de la commune, telle qu'elle ressort de la base de données européenne d'occupation biophysique des sols Corine Land Cover (CLC), est marquée par l'importance des territoires agricoles (76 % en 2018), une proportion identique à celle de 1990 (76 %). La répartition détaillée en 2018 est la suivante : 
terres arables (39,6 %), prairies (36,4 %), forêts (18,2 %), zones urbanisées (5,8 %).
L'évolution de l'occupation des sols de la commune et de ses infrastructures peut être observée sur les différentes représentations cartographiques du territoire : la carte de Cassini (XVIIIe siècle), la carte d'état-major (1820-1866) et les cartes ou photos aériennes de l'IGN pour la période actuelle (1950 à aujourd'hui).

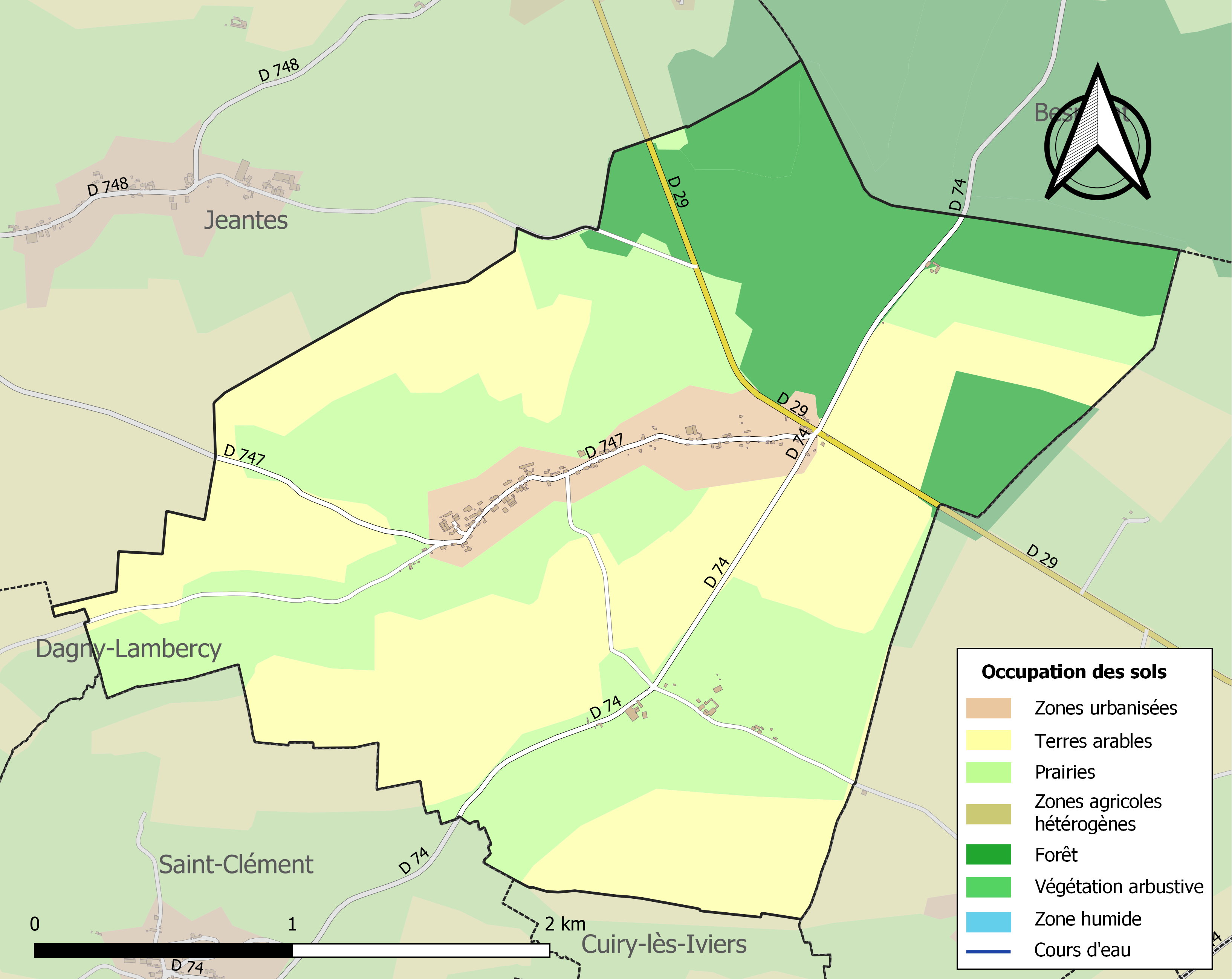
Carte des infrastructures et de l'occupation des sols de la commune en 2018 (CLC).

## Toponymie
- Anciennes appellations : Culmis (1138), Cuin (1160 - cartulaire de l'abbaye Saint-Martin de Laon), Cornii (1178), Cuings (1405), Cuyens (1504), Cuing (1527), Coing (1729, 1750 - Carte de Cassini), Coingt (après 1789) (Cf. Le Courrier d'Hirson du 18-08-2022)[réf. nécessaire].
- Etymologie : Le nom a varié de nombreuses fois en fonction des différents transcripteurs. Coingt a changé six fois de nom avec une constante référence à l'arbre et au bûcheron. Culmis signifie "pays de ceux qui coupent la cime des arbres", Cornii signifie "pays où les habitants doivent fournir de gros efforts pour élaguer des arbres". Cuings signifiait "pays de bûcherons qui abattent les arbres noueux, nobles et pesants, qui portent des glands"[réf. nécessaire].
 La forme de 1138 : culmis, est peut-être une interprétation de scribe. Culmis aurait régulièrement abouti à coume. Coingt vient plus vraisemblablement de cuneum : « coin, angle »[18].

## Histoire
Carte de Cassini

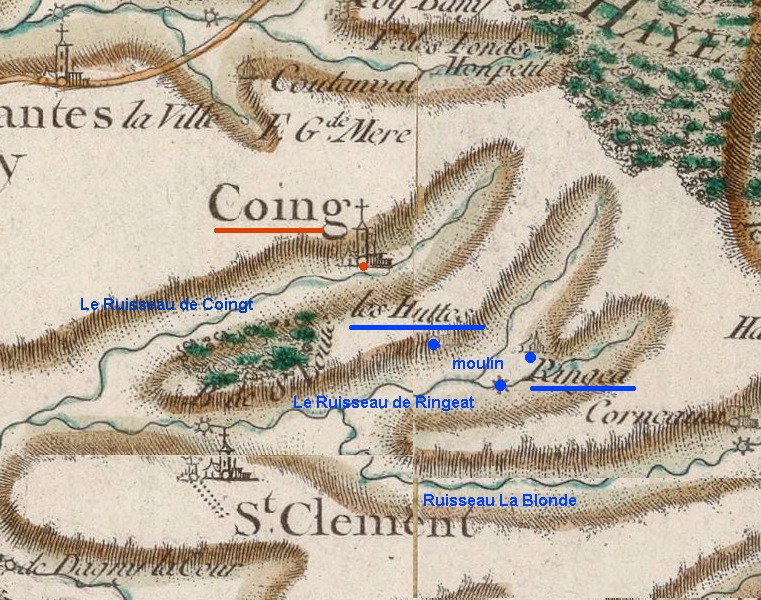
Carte de Cassini du secteur
(vers 1750).

La carte de Cassini montre qu'au XVIIIe siècle, Coingt est une paroisse située sur la rive droite du Ruisseau de Coingt.

Au sud, sont représentés deux hameaux qui existent encore de nos jours : les Huttes et le Ringeat qui a donné son nom à un ruisseau qui prend sa source à Coingt et qui alimente les moulins de Ringeat et des Blancs-Monts et qui va se jeter dans le ruisseau la Blonde à Saint-Clément après un parcours de 1,8 km.
- 1668 : L'année de la grande peste, en 1668, un refuge de pestiférés jouxtant l'église est incendié et l'église également.
- 1745 : reconstruction de l'église
- 1912 : construction de la ligne de chemin de fer reliant Liart à Romery et d'une gare à Coingt. La commune fut desservie de 1912 à 1935 par la ligne de chemin de fer secondaire de Romery à Liart via Vervins. Construite  à voie métrique et exploitée par la compagnie des chemins de fer départementaux de l'Aisne, avant d'être mise à voie normale lors de sa reconstruction après la Première Guerre mondiale, cette ligne desservait principalement les industries locales. A cette époque, existaient encore une scierie, un bureau de poste, deux cordonniers, un fabricant de chaussures, lesquelles étaient vendues à Reims, un menuisier, un forgeron, un bourrelier, un matelassier, la Maison Tellier spécialisée dans la fabrication de cycles. On trouvait également à Coingt deux meuniers, une fromagerie, un boulanger, un boucher et de nombreuses petites fermes.

## Politique et administration

### Découpage territorial
La commune de Coingt est membre de la communauté de communes des Trois Rivières, un établissement public de coopération intercommunale (EPCI) à fiscalité propre créé le 29 décembre 1995 dont le siège est à Buire. Ce dernier est par ailleurs membre d'autres groupements intercommunaux.
Sur le plan administratif, elle est rattachée à l'arrondissement de Vervins, au département de l'Aisne et à la région Hauts-de-France. Sur le plan électoral, elle dépend du  canton d'Hirson pour l'élection des conseillers départementaux, depuis le redécoupage cantonal de 2014 entré en vigueur en 2015, et de la troisième circonscription de l'Aisne  pour les élections législatives, depuis le dernier découpage électoral de 2010.

### Administration municipale
Le nombre d'habitants de la commune étant inférieur à 100, le nombre de membres du conseil municipal est de 7.

#### Liste des maires
| Période                                  | Période                       | Identité         | Étiquette | Qualité                                    |
| ---------------------------------------- | ----------------------------- | ---------------- | --------- | ------------------------------------------ |
| Les données manquantes sont à compléter. |                               |                  |           |                                            |
| mars 1977                                | 2 mai 2012                    | Marcel Lindekens |           | Décédé en fonctions                        |
| juin 2012                                | mars 2014                     | Bernard Ramelet  |           |                                            |
| mars 2014                                | En cours (au 12 juillet 2020) | Pascal Huyghe    | DVD       | Agriculteur Réélu pour le mandat 2020-2026 |

## Population et société

### Démographie
L'évolution du nombre d'habitants est connue à travers les recensements de la population effectués dans la commune depuis 1793. Pour les communes de moins de 10 000 habitants, une enquête de recensement portant sur toute la population est réalisée tous les cinq ans, les populations de référence des années intermédiaires étant quant à elles estimées par interpolation ou extrapolation. Pour la commune, le premier recensement exhaustif entrant dans le cadre du nouveau dispositif a été réalisé en 2005.

En 2022, la commune comptait 63 habitants, en évolution de −7,35 % par rapport à 2016 (Aisne : −1,97 %, France hors Mayotte : +2,11 %).
| 1793 | 1800 | 1806 | 1821 | 1831 | 1836 | 1841 | 1846 | 1851 |
| ---- | ---- | ---- | ---- | ---- | ---- | ---- | ---- | ---- |
| 407  | 485  | 530  | 576  | 610  | 632  | 601  | 641  | 585  |

| 1856 | 1861 | 1866 | 1872 | 1876 | 1881 | 1886 | 1891 | 1896 |
| ---- | ---- | ---- | ---- | ---- | ---- | ---- | ---- | ---- |
| 542  | 510  | 527  | 504  | 505  | 527  | 470  | 436  | 394  |

| 1901 | 1906 | 1911 | 1921 | 1926 | 1931 | 1936 | 1946 | 1954 |
| ---- | ---- | ---- | ---- | ---- | ---- | ---- | ---- | ---- |
| 366  | 323  | 341  | 351  | 271  | 226  | 223  | 182  | 177  |

| 1962 | 1968 | 1975 | 1982 | 1990 | 1999 | 2005 | 2006 | 2010 |
| ---- | ---- | ---- | ---- | ---- | ---- | ---- | ---- | ---- |
| 151  | 144  | 121  | 121  | 113  | 73   | 81   | 81   | 77   |

| 2015 | 2020 | 2022 | - | - | - | - | - | - |
| ---- | ---- | ---- | - | - | - | - | - | - |
| 68   | 64   | 63   | - | - | - | - | - | - |

## Culture locale et patrimoine

### Lieux et monuments

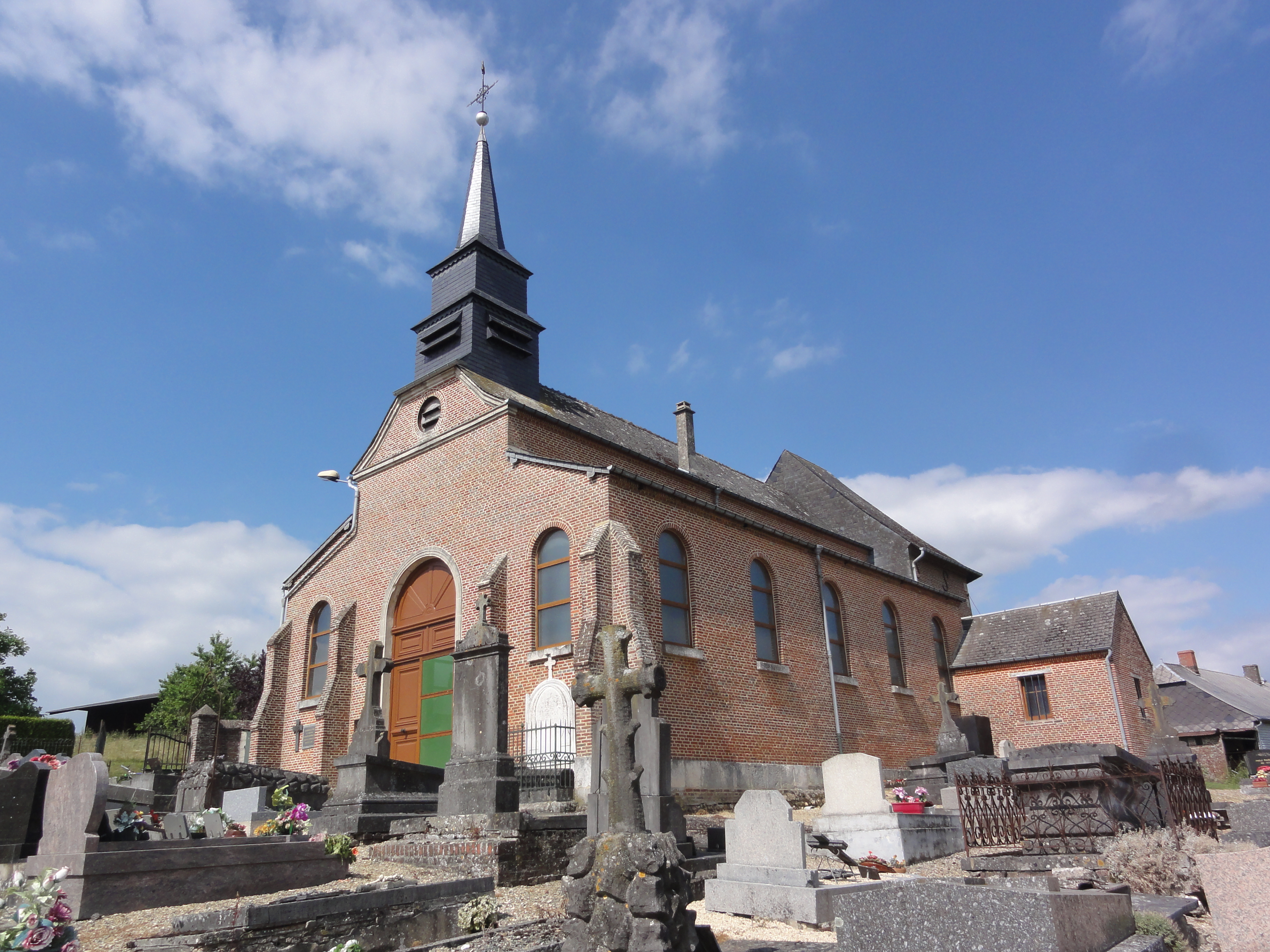
Église Sainte-Barbe.
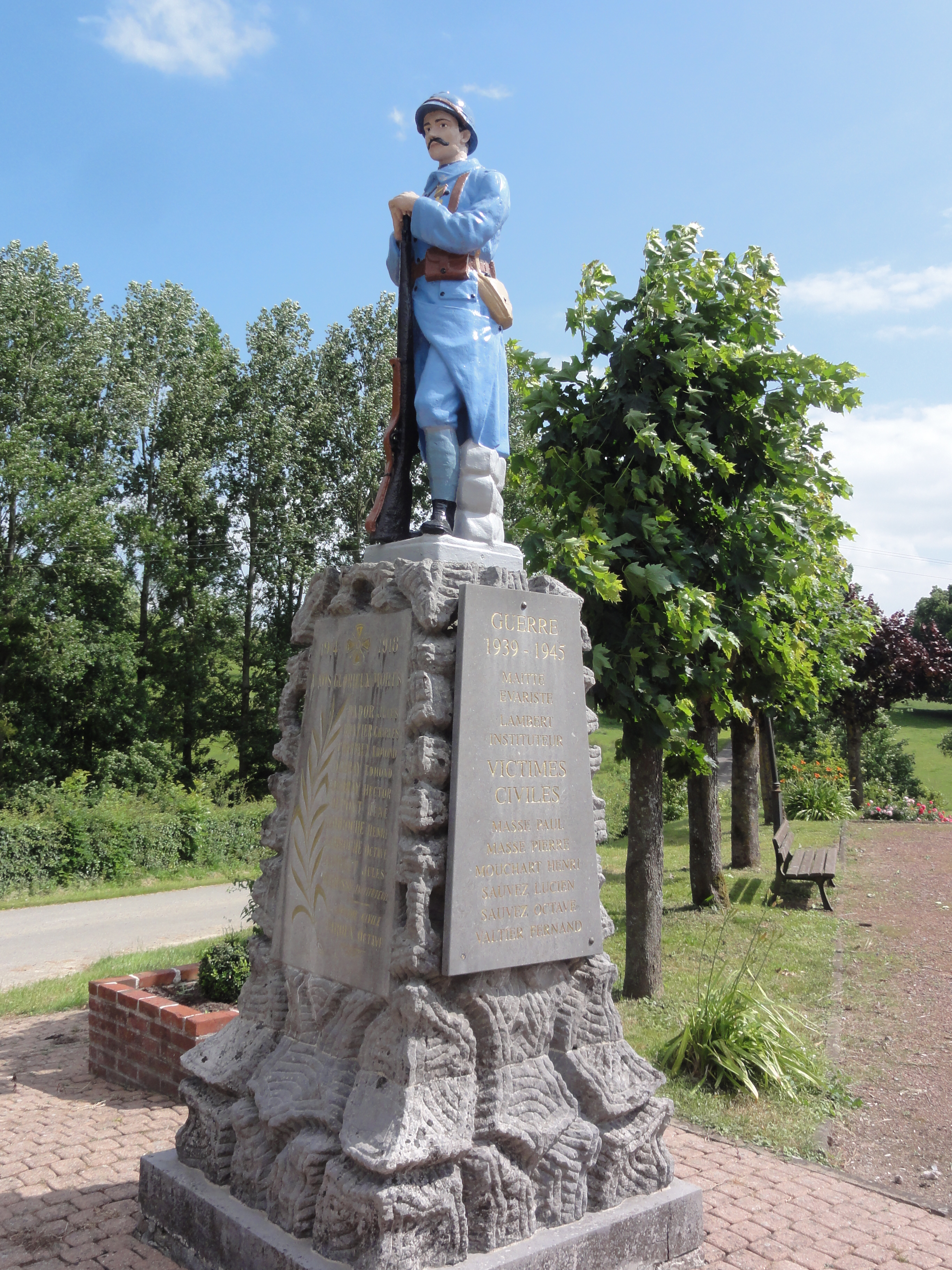
Monument aux morts.
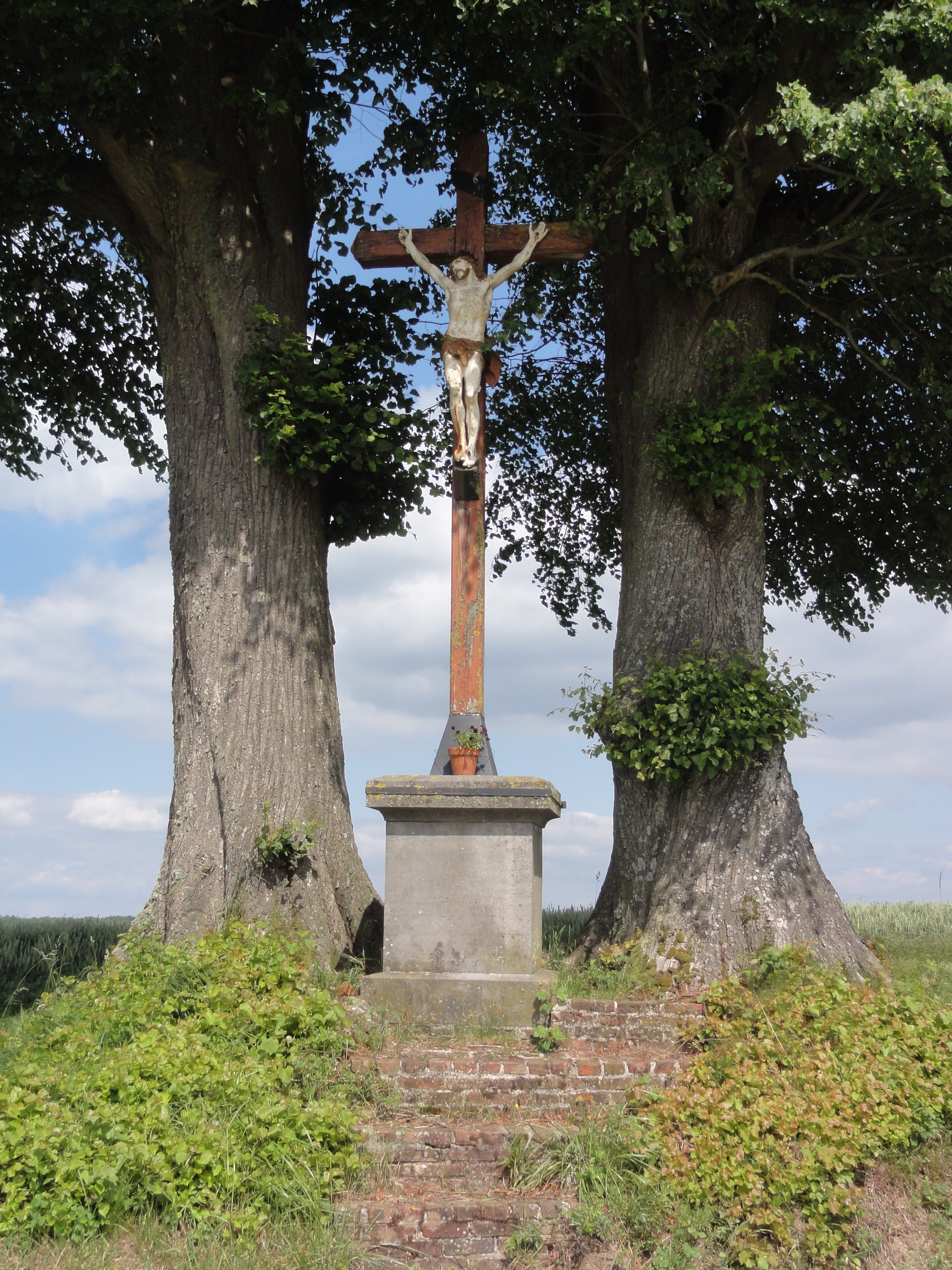
Croix de chemin à Ringeat.

## Pour approfondir